# Faustin-Archange Touadéra
Faustin-Archange Touadéra (n. 21 aprilie 1957, Bangui, Republica Centrafricană) este un politician și academician din Republica Centrafricană, fiind președintele acestei țări din martie 2016. Anterior a fost prim-ministru al țării în perioada ianuarie 2008 - ianuarie 2013. La alegerile prezidențiale din decembrie 2015 - februarie 2016, a fost ales președinte în al doilea tur de vot împotriva fostului prim-ministru Anicet Georges Dologuélé. El a fost reales pentru un al doilea mandat la alegerile prezidențiale din 27 decembrie 2020.